# Каразаева, Анастасия Юрьевна
Анастасия Юрьевна Каразаева (род. 13 декабря 1983 года) - российская пловчиха в ластах.

## Карьера
Тренером Анастасии был её отец - Ю.Н. Каразаев и мать - Каразаева О.Н.(Заслуженный тренер России). В 2000 году выиграла юношеский Чемпионат Европы по марафонским заплывам на 6 км и завоевала серебро в эстафете 4x3км. В 2001 году стала бронзовой призеркой на взрослом Чемпионате Мира, который проходил в Италии, на дистанции 20 км. Чемпионат Европы 2002 г. Венгрия - серебро в эстафете 4*3км.  Чемпион мира (2003) Египет - золото в эстафете 4*3км.
В 2005 году окончила Институт филологии, массовой информации и психологии НГПУ.
В 2010 году окончила аспирантуру. В 2013 году защитила кандидатскую диссертацию.
- Анастасия Каразаева вышла из пены Средиземного моря с золотой медалью